# 길버트두나트
길버트두나트(Sminthopsis gilberti)는 주머니고양이목 주머니고양이과에 속하는 유대류의 일종이다. 최근에 발견된 두나트로 1984년에 기술되었다. 주둥이부터 꼬리까지 몸길이가 155~180mm이고 머리부터 항문까지 몸길이는 80~90mm, 꼬리 길이는 75~90mm이다. 뒷발 크기는 18mm, 귀 길이는 21mm 그리고 몸무게는 14~25g 정도이다.

## 분포 및 서식지
길버트두나트는 웨스턴오스트레일리아 주 남부 퍼스와 스완 강 인근의 밀 지대, 사우스오스트레일리아 주 국경 근처의 로우 평원에서 발견된다. 좋아하는 서식지는 히스 황야와 히스 숲, 해안가, 건조 경엽수림, 반건조 산림, 말리 관목 지대로 이루어져 있다.

## 습성 및 번식
야행성 동물로 땅 위 구멍 속 또는 무성한 덤불 속에 둥지를 만든다. 길버트두나트는 9월부터 12월 사이에 번식을 하며, 새끼는 1월과 2월 사이에 젖을 뗀다.

## 먹이
주로 곤충을 먹는다.